# Sjeverozapadnokavkaski jezici
Sjeverozapadni kavkaski jezici (sjeverozapadnokavkaski; takođen zvani pontski, abhasko-adigejski ili čerkeski), su grupa jezika koji se govore u području Kavkaza, uglavnom u Rusiji (Adigeji, Kabardino-Balkariji, Karačajevo-Čerkeziji), Gruziji (Abhazija), i Turskoj, s manjim zajednicama raspršenim po Bliskom Istoku.

## Osobine

### Glasovi
Cijela porodica je obilježena s vrlo malim brojem fonemskih samoglasnika (dva do tri, ovisno o analizi) uz veliko bogatstvo suglasnika, koji uključuju mnoge oblike sekundarne artikulacije.
Rekonstrukcija sugerira da i bogatstvo suglasnika i siromaštvo samoglasnika mogu biti posljedica povijesnog procesa, gdje su se neke osobine samoglasnika, kao što su labijalizacija i palatalizacija premjestile na susjedne suglasnike. Na primjer, ishodišno */ko/ je moglo postati /kʷa/ a */ke/ postati /kʲa/, gubeći pritom stare samoglasnike */e/ i */o/, ali dobivajući nove suglanike /kʷ/ i /kʲ/.
Jezikoslovac John Colarusso je pretpostavio da se u nekim slučajevima radi o utjecaju starog sustava prefiksa koji su označavale gramatičke klase (npr. */w-ka/ je moglo dati /kʷa/), na temelju parova kao što su ubiški /gʲə/ naspram kabardinskom i abhaskom /gʷə/ "srce".

### Gramatika
Sjeverozapadni kavkaski jezici imaju prilično jednostavne sustave imenica, uglavnom s tek par padeža. Međutim, sustav glagola je izrazito aglutinativan i tako složen, da je praktično cijela sintaktična struktura rečenice sadržana u glagolu.
Općenito je u svakoj rečenici najviše jedan finitni glagol u rečenici, a funkciju zavisnih rečenica vrše raznovrsni nefinitni glagolski oblici - brojne glagolske imenice i participi.
Čini se da se u abhaskom razvijaju ograničene ovisne rečenice, moguće pod utjecajem ruskog.

## Podjela
Postoji pet različitih jezika u porodici; jedan od njih je uzumro, a ostali čine dva dijalektska kontinuuma. Podjela je sljedeća (zajedno s približnim brojem govornika):
- abhasko-abazinski jezici
  - Abazinski jezik (45 000)
  - abhaski jezik (110 000)
- čerkeski jezici
  - adigejski jezik (500 000)
  - kabardinski jezik (1 000 000)
- ubiški jezik (izumro)

## Veze s drugim jezicima
Dosta faktora otežava rekonstrukciju sjeverozapadnog kavskaskog prajezika:
- većina korijena u sjeverozapadnim kavkaskim jezicima su jednosložni, a mnogi su sastavljeni od jednog jedinog suglasnika;
- glasovne promjene su često složene, a veliki broj suglasnika još višer komplicira stvar;
- prijevoj je čest i još uvijek igra ograničenu ulogu u suvremenim jezicima;
- posuđivanje između jezika u porodici je bilo često;
- homofonija je česta u suvremenim jezicima.

Zbog tih razloga, proto-sjeverozapadno-kavkaski se općenito smatra kao jedan od najtežih prajezika za rad, pa je stoga teže ustanoviti veze s drugim jezicima. 
Mnogi jezikoslovci udružuju sjeverozapadne sa sjeveroistočnim kavkaskim jezicima u sjevernu kavkasku porodicu (ponekad nazvanu samo kavkaska porodica). Mnogi drugi odbacuju takve veze. Među dvjema porodicama postoje vrlo velike razlike.
Jezici su dovođeni u vezu s različitim drugim jezicima i porodicama:
- s hatskim, predloženo je grupiranje nazvano heto-ibersko;
- s indoeuropskim u tzv. pontske jezike;
- na višoj razini, predloženi su dene-kavkaski jezici, u kojem bi se sjeverozapadni kavkaski jezici doveli u vezu s brojnim azijskim jezicima, kao što su sino-tibetski jezici.

## Vanjske poveznice
- Ethnologue (14th)
- Ethnologue (15th)

Ethnologue (16th)
- Tree for Northwest Caucasian  Arhivirana inačica izvorne stranice od 24. listopada 2008. (Wayback Machine)
- Jezična karta Kavkaza koju je napravila CIA (eng.)
- Atlas kavkaskih jezika Jurija B. Korjakova  Arhivirana inačica izvorne stranice od 17. rujna 2007. (Wayback Machine) (eng.)
- A Comparative Dictionary of North Caucasian Languages: Preface by Sergei Starostin & Sergein Nikolayev (eng.)